# Merche Cagigas
María Mercedes Cagigas Amedo (Colindres, Cantabria, 15 de agosto de 1979), conocida como Merche Cagigas, es una exciclista de carretera española. Representó a España en el Campeonato Mundial de Ciclismo en Ruta entre 1997 y 2005. Su equipo profesional fue el Bizkaia Durango durante las temporadas 2005 y 2006.

## Biografía
Su entrenador personal fue Matias Cagigas Fernández. En 1996 ganó el Campeonato de España Junior en ruta, lo que la permitió disputar el Campeonato Mundial Junior en la especialidad de contrarreloj, siendo sexta clasificada. Al año siguiente consiguió ganar en el Campeonato de España en las especialidades de ruta y contrarreloj, por lo que accedió al Campeonato del Mundo, donde fue tercera en contrarreloj y quinta en ruta. En 1998 volvió al Campeonato Mundial Junior, siendo 34.ª clasificada en la contrarreloj y quinta nuevamente en la modalidad de ruta.
Disputó los Juegos Olímpicos en el año 2000. Su resultado fue el 48.º puesto con un tiempo de 3 horas 28 minutos y 29 segundos. En 2002 fue tercera en el Campeonato de España de Ciclismo en Ruta, solo por detrás de Arantzatzu Azpiroz y de Anna Ramírez. En 2004 fue nuevamente tercera en el Campeonato de España, aunque en la especialidad contrarreloj. En el Campeonato Mundial de Ciclismo en Ruta de 2004 su resultado fue de un 30.º puesto, mientras que en el Campeonato Mundial de Ciclismo en Ruta de 2005 no terminó la carrera. Llegó a ser líder de la Copa de España de Ciclismo en 2005 tras imponerse en el Trofeo Roldán, pero finalmente se adjudicó el título Alicia Palop.

## Resultados
- 1996
  -  Campeona de España júnior de ruta
- 1997
  - 3.ª en el Campeonato Mundial júnior de contrarreloj
  -  Campeona de España júnior de ruta
  -  Campeona de España júnior de contrarreloj